# Logan, Novi Meksiko
Logan je selo u okrugu Quayu u američkoj saveznoj državi Novom Meksiku. Prema popisu stanovništva SAD 2000. u Loganu je živjelo 1094 stanovnika. 

## Zemljopis
Nalazi se na 35°21′41″N 103°26′52″W / 35.36139°N 103.44778°W (35.361492, -103.447733). Prema Uredu SAD-a za popis stanovništva, zauzima 21,8 km2 površine, od čega 20,6 suhozemne.

## Stanovništvo
Prema podatcima popisa 2000. u Loganu bilo je 1094 stanovnika, 485 kućanstava i 342 obitelji, a stanovništvo po rasi bili su 89,21% bijelci, 0,27% afroamerikanci, 1,01% Indijanci, 0,18% tihooceanski otočani, 6,12% ostalih rasa, 3,20% dviju ili više rasa. Hispanoamerikanaca i Latinoamerikanaca svih rasa bilo je 20,38%.

## Vanjske poveznice
- Državni park Jezero Ute i selo Logan